# (16176) 2000 AZ126
A (16176) 2000 AZ126 a Naprendszer kisbolygóövében található aszteroida. A LINEAR projekt keretében fedezték fel 2000. január 5-én.